# One·Two·Three/The 마천루쇼
《One·Two·Three/The 마천루쇼》(One・Two・Three/The 摩天楼ショー 완・투・스리ー/자마텐로오쇼ー[*])는 2012년 7월 4일 발매된 모닝구무스메의 쉰 번째 싱글이다.

## 개요
- 싱글은 2012년 5월 18일에 개최된 모닝구무스메의 일본 무도관 공연으로 발표되었다.
- 곡 "One·Two·Three"는 2012년 5월 26일에 개최된 걸즈 어워즈에서 첫 피로되었다[1].
- 초회생산한정반A～F와 통상반의 7매를 셋트로 한 BOX셋트도 발매되고 있다。셋트에는 9월 8일과 9월 17일 개최되는 발매기념 체키회에의 참가권이 붙어있다.
- 초회한정반 A, B, C, D, E, F, 통상반의 7 형태로 발매.
- 초회한정반 A, C, E에는 DVD가 같이 수록되고 있다.
- 초회한정반 A, B, C, D, E, F에는 이벤트 추첨 일련 번호 카드가 봉입되고 있다.
- 초회한정반 A, B에는 커플링곡으로서 미치시게 사유미, 다나카 레이나의 가창곡 "私の時代!"가 수록된다[2][3].
- 초회한정반 C, D에는 커플링곡으로서 후쿠무라 미즈키, 이쿠타 에리나, 사야시 리호, 스즈키 카논의 가창곡 "アイサレタイノニ…"가 수록된다[4][5].
- 초회한정반 E, F에는 커플링곡으로서 이이쿠보 하루나, 이시다 아유미, 사토 마사키, 쿠도 하루카의 가창곡 "青春ど真ん中"가 수록된다[6][7].

## 수록곡

### CD
통상반
1. One・Two・Three
작사, 작곡 : 층쿠 / 편곡 : 오쿠보 카오루
2. The 摩天楼ショー The 마텐로ー쇼ー[*]
작사, 작곡 : 층쿠 / 편곡 : 스즈키 유키나리
3. One・Two・Three (Instrumental)
4. The 摩天楼ショー (Instrumental)

초회한정반 A,B
1. One・Two・Three
2. The 摩天楼ショー The 마텐로ー쇼ー[*]
3. 私の時代! 나의 시대![*]
작사, 작곡 : 층쿠 / 편곡 : 히라타 쇼이치로 / 노래 : 모닝구무스메 록키즈 (6기 : 미치시게 사유미, 다나카 레이나)
4. One・Two・Three (Instrumental)
5. The 摩天楼ショー (Instrumental)

초회한정반 C,D
1. One・Two・Three
2. The 摩天楼ショー The 마텐로ー쇼ー[*]
3. アイサレタイノニ... 사랑받아지고 싶은데도…[*]
작사, 작곡 : 층쿠 / 편곡 : 히라타 쇼이치로 / 노래 : 모닝구무스메 Q기 (9기 : 후쿠무라 미즈키, 이쿠타 에리나, 사야시 리호, 스즈키 카논)
4. One・Two・Three (Instrumental)
5. The 摩天楼ショー (Instrumental)

초회한정반 E,F
1. One・Two・Three
2. The 摩天楼ショー The 마텐로ー쇼ー[*]
3. 青春ど真ん中 청춘 맨한가운데[*]
작사, 작곡 : 층쿠 / 편곡 : 오쿠보 카오루 / 노래 : 모닝구무스메 텐키구미 (10기 ; 이이쿠보 하루나, 이시다 아유미, 사토 마사키, 쿠도 하루카)
4. One・Two・Three (Instrumental)
5. The 摩天楼ショー (Instrumental)

### DVD
초회한정반 A
1. One・Two・Three (Another Dance Shot Ver.)

초회한정반 C
1. The 摩天楼ショー (Dance Shot Ver.)

초회한정반 E
1. One・Two・Three (Close-Up Ver.)

## 차트
- 일간최고순위 2위 (오리콘 차트)
- 주간최고순위 3위 (오리콘 차트)